# 권채원
권채원(權彩媛, 1999년 5월 26일~)은 대한민국의 가수이자 배우로 다이아 리드래퍼, 리드보컬 맡았다.

## 학력
- 서울중평초등학교 (졸업)
- 중평중학교 (졸업)
- 한림연예예술고등학교 연예과 (졸업)
- 동아방송예술대학교 방송연예과 (학사)

## 음반 목록

### 다이아
걸그룹 다이아에서 예명 은채로 활동했다.

## 출연 작품

### 드라마
- 《빛나는 나라》 (2017) - 오빛나 역
- 《두드림》 (2018) - 정시연 역

### 예능
- SBS Plus 《좋은 친구들》 (2019년)
- SBS 《유니버스 티켓》 (2023년) (참가자)